# Vladímir Goriáyev
Vladímir Goriáyev (Unión Soviética, 19 de mayo de 1939) fue un atleta soviético, especializado en la prueba de triple salto en la que llegó a ser subcampeón olímpico en 1960.

## Carrera deportiva
En los JJ. OO. de Roma 1960 ganó la medalla de plata en el triple salto, con un salto de 16,63 metros, siendo superado por el polaco Józef Szmidt que con 16,81 metros batió el récord olímpico, y por delante del también soviético Vitold Kréyer (bronce con 16,43 m).